# Heroldsberg-Tal
Heroldsberg-Tal ist ein Gemeindeteil der Stadt Waischenfeld im Landkreis Bayreuth (Oberfranken, Bayern). Heroldsberg-Tal liegt in der Gemarkung Gösseldorf.

## Geografie
Der Weiler Heroldsberg-Tal liegt im zentralen Teil der Fränkischen Schweiz und am oberen Lauf der Wiesent. Die Nachbarorte sind Pulvermühle im Nordosten, Schönhof und Eichenbirkig im Südosten, Rabeneck im Südwesten, Saugendorf und Gösseldorf im Westen und Heroldsberg und Hubenberg im Nordwesten. Der Weiler ist von dem eineinhalb Kilometer entfernten Waischenfeld aus über die Staatsstraße 2191 erreichbar.

## Geschichte
Heroldsberg-Tal liegt auf dem Gebiet der Gemarkung und ehemaligen Gemeinde Gösseldorf, hatte jedoch noch nicht existiert, als die Gemeinde Gösseldorf zu Beginn der Gebietsreform in Bayern am 1. Januar 1971 in die Stadt Waischenfeld eingemeindet worden war. Entstanden ist der Weiler erst in den 90er Jahren des 20. Jahrhunderts. Mittlerweile besteht der kleine Ort aus sechs Gebäuden.